# Музејско друштво Србије
Музејско друштво Србије (МДС) је добровољно, непрофитно и аполитично струковно удружење музејских радника и музејских установа, основано са циљем да штити интересе својих чланова и саме музејске делатности кроз унапређење струке и побољшање заштите културне баштине.  
Друштво је реактивирано 2001. године, после паузе током 90-их, настављајући успешну традицију првог Музејског друштва Србије основаног 1948, односно реконституисаног 1962. године.  

## Циљеви Друштва
Дугорочне циљеве као што су унапређивање музејске струке, развијање музеологије, брига о културној баштини и заштита професионалног статуса чланова, МДС остварује кроз рад органа и тела Друштва и то: 
- поштовањем Статута Друштва и ICOM-овог Етичког кодекса за музеје
- заступањем професионалних и друштвених интереса чланова,
- применом савремених принципа и метода у оквиру музеологије и других научних дисциплина у стручном музејском раду
- развијањем и унапређивањем мреже музејских установа у Србији и њиховог међусобног повезивања у оквиру музејске делатности,
- подстицања и обезбеђивања сталног стручног усавршавања чланова кроз организовање теоријског и практичног образовања,
- издавањем публикација из области музејске делатности и музеологије,
- организовањем манифестација „Недеље музеја у Србији”, „Међународни дан музеја” и сличних догађаја,
- сарадњом са другим националним, регионалним и међународним удружењима и установама из области музејске делатности и заштите културне баштине[2]
- и даље ...[3]

## Чланови, органи и стална радна тела Друштва
Чланство у Друштву може бити појединачно, колективно и почасно. Појединачни чланови могу бити музејски радници и заинтересовани појединци из сродних стручних области, а колективни чланови могу да буду музеји, галерије и музејске јединице у саставу. Почасни чланови могу бити лица која су личним залагањем, непосредним радом или донацијом допринела јавном афирмисању Друштва и музејске делатности.
Органи Друштва су Скупштина, која је и највиши орган Друштва и чине је сви чланови, те Председник МДС, Извршни одбор, Надзорни одбор и Суд части.
Стална радна тела су Секције, Подружнице и Комисија за доделу награда и признања. Секције су посебан вид стручног организовања чланова Друштва према врсти музејске делатности коју обављају, тако да у оквиру Друштва постоје девет конституисаних секција (Природњачка секција, Секција музејских библиотекара и књижничара, Секција за односе с јавношћу и маркетинг, Секција историчара, Етнолошка секција, Секција археолога, Секција историчара уметности, Секција музејских педагога и Секција музејских конзерватора). 

## Награда„Михаило Валтровић“
Сваке године на свечаној Скупштини поводом Међународног дана музеја, 18. маја, Музејско друштво Србије додељује престижне награде у три категорије, које носе име нашег истакнутог научника, првог директора најстарије музејске установе у Србији (Народног музеја у Београду) и оснивача Српског археолошког друштва. Прва од три награде даје се појединцу за укупан допринос српској музејској пракси (награда за животно дело), затим се друга додељује музејској установи, а трећа одређеној личности за постигнуте изузетне резултате у стручном раду током једне календарске године. Добитник награде 2023. године је Верољуб Трајковић.